# Muftiat
Ein Muftiat (bosnisch: Muftijat; bulgarisch: мюфтият; kasachisch: мүфтият; russisch: Муфтият oder Муфтиат; tatarisch: мөфтият; ukrainisch: Муфтіят) ist ein territorialer Verwaltungsbezirk der Muslime unter der Leitung eines Muftis. Ein Großmuftiat ist ein Zusammenschluss regionaler Muftiate, der von einem Großmufti geleitet wird.
Ein Großmuftiat oder Muftiat ist für den täglichen Betrieb der Direktion verantwortlich und überwacht die lokalen Räte, Geistlichen, Moscheen und Stiftungen. Die Struktur der Muftiate in Russland und Südosteuropa war niemals durch die islamische Doktrin vorgeschrieben, sondern basiert vielmehr auf dem Prinzip einer umfassenden rechtlichen und administrativen Ordnung, die in paralleler Weise zu christlichen Diözesen aufgebaut ist, mit dem Ziel, die islamische Religion zu regulieren.

## Geschichte
Im Jahr 1788 richtete das Russische Reich unter Kaiserin Katharina II. das erste Muftiat in Russland ein, das den Namen „Orenburger Muslimische Geistliche Versammlung“ trug. Dieses wurde von einem obersten Mufti geleitet, der für die Ernennung von Imamen und die Verwaltung der Moscheen im gesamten Reich zuständig war. Der Mufti wurde zunächst vom Kaiser ernannt, doch mit einem von Kaiser Alexander I. im Jahr 1817 unterzeichneten Dekret wurde festgelegt, dass der Mufti von der muslimischen Gemeinschaft gewählt werden sollte, mit kaiserlicher Zustimmung. Die meisten Muftis, ihre Assistenten und gewöhnlichen Mullahs wurden aus den Kasaner Tataren gewählt. Zu den Aufgaben des Muftis gehörten die Aufsicht über den muslimischen Klerus, geistliche Ernennungen, der Bau von Moscheen, Eheschließungen und Scheidungen, Erbschaften, Eigentumsstreitigkeiten, Stiftungen (Waqf), Fälle von Ungehorsam gegenüber Eltern durch Kinder, die Richtigkeit der Ausübung muslimischer Gottesdienste sowie Geburtenregistrierungen. Mit der Gründung der Sowjetunion wurde die Orenburger Muslimische Geistliche Versammlung durch das Zentrale Geistliche Amt der Muslime ersetzt.
Nach 1944 wurde die Verwaltung der religiösen Angelegenheiten der muslimischen Bevölkerung in Russland von vier unabhängigen geistlichen Verwaltungen übernommen: der Geistlichen Verwaltung der Muslime Zentralasiens und Kasachstans (Taschkent), der Geistlichen Verwaltung der Muslime des Kaukasus (Baku), der Geistlichen Verwaltung der Muslime des Nordkaukasus (Buynaksk) und der Geistlichen Verwaltung der Muslime des europäischen Teils der UdSSR und Sibiriens (Ufa). Mit dem Zerfall der Sowjetunion im Jahr 1991 wurde auch die Struktur dieser vier geistlichen Verwaltungen aufgelöst. Heute verfügen alle ehemaligen Sowjetrepubliken mit bedeutenden muslimischen Bevölkerungen über eigene, unabhängige Geistliche Verwaltungen. Versuche, alle islamischen Religionsorganisationen in Russland unter einem gemeinsamen Dachverband zu vereinen, blieben bislang erfolglos.
Im 19. Jahrhundert dehnten die österreichischen Habsburger und die Russen ihren Einfluss nach Südosteuropa aus, rissen Gebiete aus dem Osmanischen Reich heraus und unterstützten die Entstehung neu unabhängiger Staaten. Die muslimische Bevölkerung in diesen Ländern wurde ähnlich wie in Russland in Muftiate organisiert. Heute sind die meisten Muftiate in Südosteuropa unabhängig von staatlicher Kontrolle.

## Länder

### Ehemalige Sowjetunion
Ehemalige Republiken der Sowjetunion, die nach dem Zerfall der UdSSR Muftiate oder „geistliche Verwaltungen“ beibehielten, sind: Aserbaidschan, Georgien, Kasachstan, Kirgisistan, Litauen, Russland, Tadschikistan, Ukraine und Usbekistan.
Bis zur Auflösung der Sowjetunion im Jahr 1991 bestanden auf dem Gebiet der UdSSR vier geistliche Verwaltungen. Die neu unabhängigen Staaten gründeten daraufhin eigene unabhängige Muftiate oder „geistliche Verwaltungen“ auf Grundlage der Überreste des sowjetischen Systems, darunter die Zentrale Geistliche Verwaltung der Muslime Russlands, das Geistliche Amt der Muslime der Ukraine, der Religiöse Rat des Kaukasus, die Geistliche Verwaltung der Muslime Kasachstans und andere.

### Südosteuropa
Länder in Südosteuropa, die nach ihrer Unabhängigkeit vom Osmanischen Reich zwischen dem 17. und 19. Jahrhundert große muslimische Bevölkerungen erbten, sind: Albanien, Bosnien und Herzegowina, Bulgarien, Kroatien, Griechenland, Kosovo, Nordmazedonien, Montenegro, Rumänien, Serbien und Slowenien.
Viele dieser Muftiate oder Riyasate wurden von diesen Ländern nach ihrer Unabhängigkeit vom Osmanischen Reich eingerichtet.

## Struktur und Organisation
An der Spitze der Struktur eines Großmuftiats stehen ein Großmufti und sein Rat, gefolgt von Muftis und deren Räten. Unabhängige Muftiate werden von einem Mufti und einem Rat geleitet. In Russland (wie auch während der Sowjetzeit) ist ein Muftiat weiter unterteilt in Qadiyate, die von Qadis geführt werden. Den Qadiyaten direkt untergeordnet sind die Muhtasibate, die von einem Muhtasib geleitet werden (ursprünglich ein osmanischer Beamter, der für die Überwachung korrekter Gewichte und Maße auf Märkten sowie die ordnungsgemäße Durchführung bestimmter religiöser Rituale zuständig war). In einigen Muftiaten stehen die Qadis in der Rangordnung unter einem Muhtasib. Jede Mahalla oder Gemeinde wird von einem gewählten Gremium namens Mutavalliat verwaltet, das aus Mitgliedern der Gemeinde besteht.
Die Form der Verwaltung unterscheidet sich von Land zu Land und sogar von Muftiat zu Muftiat. In einigen Ländern werden die Muftis von den Gläubigen gewählt, in anderen werden sie vom Muftirat ernannt oder von der Regierung in das Amt berufen.